# Roberto Camagni
Roberto P. Camagni, né le 21 décembre 1946 à Milan (Italie) et mort le 3 avril 2023 dans la même ville, est un professeur d’économie urbaine italien, spécialiste du développement territorial et urbain et de la diffusion des technologies et innovations.

## Biographie
Il obtient son baccalauréat (maturità classica) au Liceo Classico Parini à Milan en 1965 puis entre à l’Université Bocconi où il est diplômé en Sciences économiques et commerce en 1971.
En 1976-1977, il part étudier à l’université de Pennsylvanie où il est notamment initié à la science régionale par Walter Isard. À son retour en Italie, il prend deux postes dans les universités de Padoue et Bocconi (Milan) où il enseigne jusqu’en 1994, date à laquelle il est nommé professeur d’économie urbaine à l’École polytechnique de Milan.

### Activités scientifiques et responsabilités
- 1988-1993 : membre du conseil scientifique de la DATAR[3]
- 1989-1992 : président de l'Association Italienne de Science Régionale [3]
- 1997-1998 : chef du département des zones urbaines sous le gouvernement Prodi [1],[3]
- 1998 : vice-président des affaires urbaines au sein du groupe de développement territorial à l’OCDE [1],[3],[4].
- 1999-2003 : membre du conseil scientifique de la DATAR
- 2003-2005 : président de l’Association Européenne de Science Régionale [3]
- Participation au projet ESPON [3]

## Récompenses et distinctions
- 2010 : prix ERSA-BEI pour ses contributions à la science régionale [5].
- 2007 : prix de la Fondation Confalonieri pour ses travaux sur la soutenabilité urbaine [3]

## Publications (extrait)
- Spatial diffusion of pervasive process innovation, Papers in Regional Science, 58(1), 1985, 83-95.
- Innovation networks, John Wiley & Sons, Inc, 1991
- avec C. Salone, Network urban structures in northern Italy: éléments for a theoretical framework, Urban studies, 30(6), 1993, 1053-1064.
- The concept of innovative milieu and its relevance for public policies in European lagging regions, Papers in regional science, 74(4), 1995, 317-340.
- Principes et modèles de l'économie urbaine, Economica, 1996
- avec Peter Nijkamp, Towards sustainable city policy: an economy-environment technology nexus, Ecological economics, 24(1), 1998, 103-118.
- avec R. Capello, ICTs and territorial competitiveness in the era of internet, The Annals of Regional Science, 39(3), 2005, 421-438.
- Regional competitiveness: towards a concept of territorial capital, In Modelling regional scenarios for the enlarged Europe (p. 33–47), Berlin Heidelberg, 1998.